# おひつじ座パイ星
おひつじ座π星（おひつじざパイせい、π Arietis、π Ari）は、おひつじ座の連星系である。年周視差に基づいて太陽系からの距離を計算すると、およそ600光年である。見かけの合成等級は5.24と、暗いが肉眼でみることができる明るさである。星系は主星を含む分光連星と、実視連星からなる三重連星ないし四重連星と考えられる。黄道に近い位置にあり、しばしば月などによる掩蔽が発生しており、掩蔽の際の光度曲線から新しい伴星候補の報告もされている。

## 星系
おひつじ座π星は、ウィリアム・ハーシェルやヴィルヘルム・シュトルーヴェの頃から重星として知られ、元々の5等星おひつじ座π星Aに加え、南東に3秒離れた8等星のおひつじ座π星B、東に25秒離れた11等星のおひつじ座π星Cが発見されていた。おひつじ座π星AとBは連星のようにもみえるが、視線速度のずれが大きく、物理的な結びつきには疑問符もつけられている。おひつじ座π星AとCは、固有運動が共通する連星ではないかと考えられている。
おひつじ座π星Aは1910年代には、ウィルソン山天文台の観測から視線速度の変化が示され、やがて視線速度曲線が描かれると分光連星であることが明らかになった。1993年には、月による掩蔽を利用して未知の伴星候補が発見されたが、この星は観測能力があるはずのスペックル干渉法で検出されておらず、この食い違いは一応説明可能ではあるものの、更に検証が必要とされている。ワシントン重星カタログでは掩蔽によって発見された対をおひつじ座π星Aa及びAbとする一方、分光連星に着目した研究では主星をおひつじ座π星Aa、分光伴星をおひつじ座π星Abとしている。
おひつじ座φ星A系の分光連星は軌道周期が3.854日で、離心率は0.04と円軌道に近い。おひつじ座φ星AとCは、連星間距離がおよそ6300 au、軌道周期はおよそ5200 年と予想される。おひつじ座φ星Bは、これを含めない三重連星とするか、含めた四重連星とするか、意見が分かれる。

## 特徴
おひつじ座π星の主星はB型主系列星で、スペクトル型はB6 Vとされる。表面の有効温度はおよそ16000 K、質量は太陽のおよそ4.4倍と推定される。分光伴星は有効温度がおよそ5800 K、質量は太陽と同じか若干大きい程度と考えられる。おひつじ座φ星BはA0 Vp型、おひつじ座φ星CはF8 V型に分類され、おひつじ座φ星Cの有効温度は約6046 Kと推定される。
おひつじ座φ星は、アウヴェルスなど一部で変光星ではないかという指摘があり、ヒッパルコス衛星の観測では若干光度変化が大きく、連星であることに起因する変光星ではないかといわれるが、変光星として確定はしていない。

## 名称
アラビアの月宿の一つ、「小さな腹」を意味する“al-buṭain”という月宿はおひつじ座δ星、ε星、ρ星で構成され、おひつじ座δ星の固有名「ボテイン」の元になっているが、アメリカのアマチュア博物学者アレンによると、ビールーニーはこの月宿におひつじ座ρ星の代わりにおひつじ座π星をあてていたといい、ジェット推進研究所の技術報告に掲載された報文 “A Reduced Star Catalog Containing 537 Named Stars” の星表では、おひつじ座δ星の“Botein”のほかに、“Al Butain”という名称の恒星が4つ収録され、おひつじ座π星は“Al Butain I”となっている。
中国では、おひつじ座π星は山林を管理し山でとれる竹や木、作物を司る官吏とされる左更（拼音: Zuǒ Gēng）という星官を、おひつじ座ν星、おひつじ座μ星、おひつじ座ο星、おひつじ座σ星と共に形成する。おひつじ座π星自身は左更五（拼音: Zuǒ Gēng wu）すなわち左更の5番星といわれる。